# R136
R136 est un amas stellaire situé à environ 165 000 années-lumière dans la constellation de la Dorade, à proximité du centre de la nébuleuse de la Tarentule dans le Grand Nuage de Magellan. Cet amas ouvert géant pèse 450 000 masses solaires et contient 10 000 étoiles, ce qui le classe dans la catégorie des superamas stellaires.

## Composition de l'amas
| Nom                           | Ascension droite | Déclinaison     | Magnitude apparente (V) | Type spectral         | Références |
| ----------------------------- | ---------------- | --------------- | ----------------------- | --------------------- | ---------- |
| R136a                         | 05h 38m 43.3s    | -69° 06′ 08″    |                         | Amas stellaire        | SIMBAD     |
| R136a1 (BAT99 108)            | 05h 38m 42.43s   | -69° 06′ 02.2″  | 12.77                   | WN                    | SIMBAD     |
| R136a2 (BAT99 109)            | 05h 38m 42.45s   | -69° 06′ 02.2″  | 13.38                   | Wolf-Rayet            | SIMBAD     |
| R136a3 (BAT99 106)            | 05h 38m 42.291s  | -69° 06′ 03.45″ | 12.93                   | WN                    | SIMBAD     |
| R136 Ab (SNR B0538-69.2)      | 05h 37m 51.6s    | -69° 10′ 23″    | 9.59                    | Rémanent de supernova | SIMBAD     |
| R136 Ac (PSR J0537-6910 (en)) | 05h 37m 47.6s    | -69° 10′ 20″    |                         | Pulsar                | SIMBAD     |
| R136b (BAT99 111)             | 05h 38m 42.78s   | -69° 06′ 03.1″  | 13.66                   | O4                    | SIMBAD     |
| R136c (BAT99 112)             | 05h 38m 42.896s  | -69° 06′ 04.92″ | 12.86                   | WN                    | SIMBAD     |

## R136a1
C'est dans R136 que se situe l'étoile R136a1. D'une température sept fois plus élevée que le Soleil, elle aurait une masse d'environ 315 M{\displaystyle \scriptstyle \odot }, ce qui en fait l'étoile la plus massive jamais observée : avant cette découverte les astrophysiciens pensaient que la masse stellaire maximum était 150 M{\displaystyle \scriptstyle \odot }. Comparativement à notre Soleil, R136a1, serait près de 28 fois plus large (44 000 000 km estimés, notre Soleil avec 1 392 000 km), huit millions de fois plus lumineuse avec une température à sa surface dix fois plus élevée soit 56 000 K (5 778 K pour notre étoile).
La découverte a été réalisée à l'aide du Very Large Telescope (VLT) installé au Chili. Les recherches ont été publiées dans les Monthly Notices of the Royal Astronomical Society et concernent deux amas, dont R136a.

## Alentours
Cet amas est dans la constellation de la Dorade, mais aucune des étoiles de R136 n'est visible depuis la Terre malgré leur forte luminosité, à cause du brouillard interstellaire. Proche de cet amas se situe les étoiles Melnick 34 et Melnick 42, des étoiles très massives.